# Saint-Jean-des-Vignes
Saint-Jean-des-Vignes település Franciaországban, Rhône megyében. Lakosainak száma 472 fő (2022. január 1.). Saint-Jean-des-Vignes Morancé, Lozanne, Belmont-d'Azergues, Charnay, Chazay-d'Azergues és Fragnes községekkel határos.

## Népesség
A település népessége az elmúlt években az alábbi módon változott:
| Lakosok száma | 408  | 416  | 414  | 432  | 455  | 479  | 476  | 479  | 472  |
|               | 2013 | 2015 | 2016 | 2017 | 2018 | 2019 | 2020 | 2021 | 2022 |